# Tranquility (modulo)

Schema del Tranquility. (Foto: ESA)

Tranquility (precedentemente Node-3) è un elemento progettato per la Stazione spaziale internazionale che è stato montato nel 2010. Il modulo fornisce i più avanzati sistemi di supporto vitale che siano mai stati portati nello spazio. Il modulo ricicla l'acqua per l'equipaggio e provvede a generare l'ossigeno tramite elettrolisi sfruttando l'energia fornita dai pannelli solari della stazione. Inoltre Tranquility conta dei sistemi per riciclare l'aria e per verificare la presenza di sostanze inquinanti nell'atmosfera. Tranquility conta una nuova toilette per l'equipaggio della stazione.

## Struttura
Il modulo, analogamente agli altri nodi della stazione, possiede sei punti di aggancio con connessioni per i dati, i comandi, i controlli termici ed ambientali, collegamenti di potenza e con la possibilità di aggancio per altri componenti della stazione, veicoli spaziali o stive. Un punto di aggancio è stato dedicato alla Cupola, che possiede anche un sistema per il controllo del braccio robotico della stazione spaziale. Il modulo Tranquility è stato portato sulla stazione assieme alla Cupola già collegata. Dopo averlo agganciato al modulo Unity, la Cupola è stata spostata nel punto di aggancio rivolto verso la Terra. Da lì gli astronauti possono godere di una splendida visione del pianeta e dello spazio.

## Status

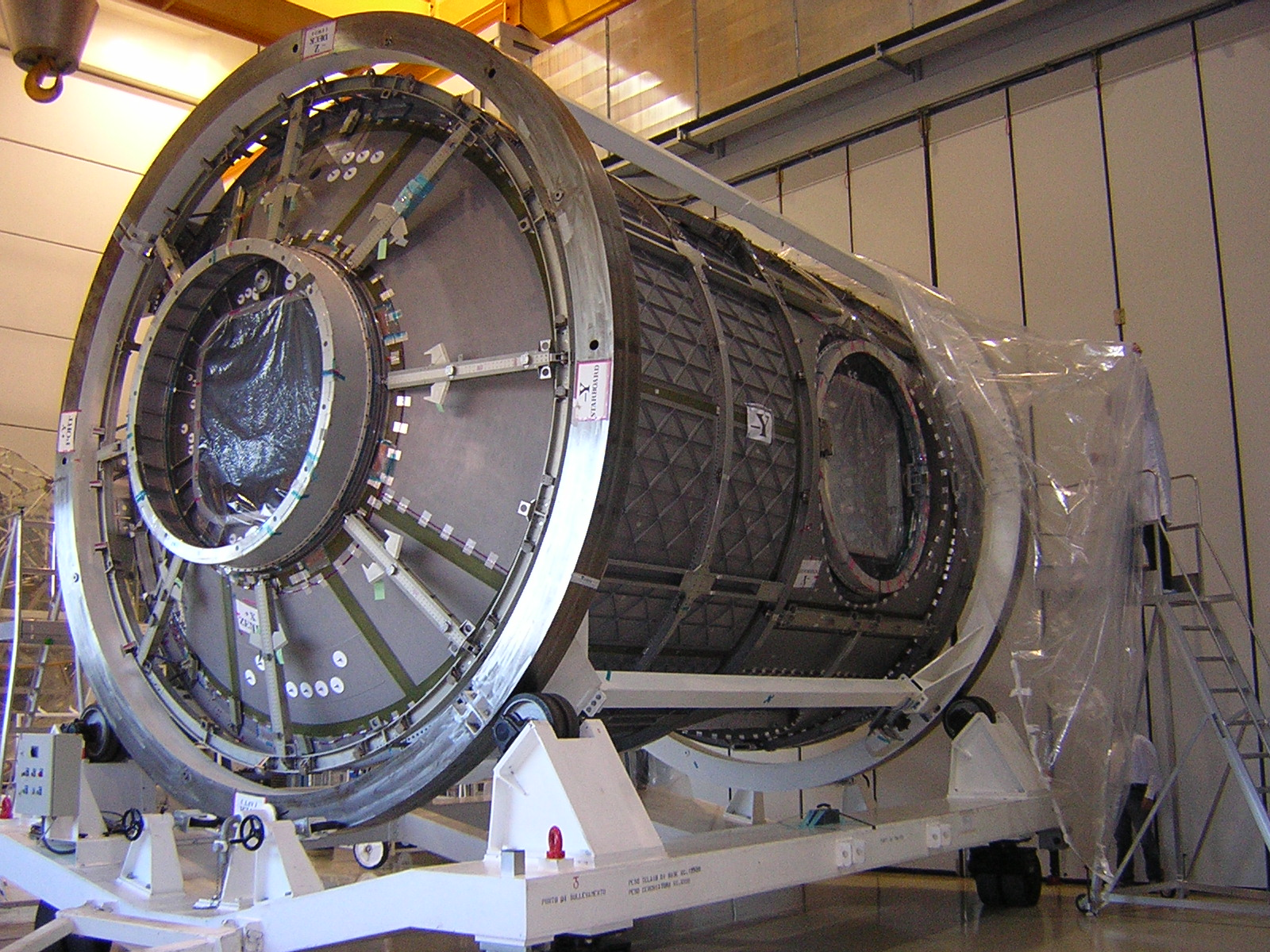
Tranquility

Il modulo si è trovato nella camera bianca della Thales Alenia Space a Torino fino al 2009.
Tranquility è stato lanciato l'8 febbraio 2010 con la missione STS-130 a bordo dello Space Shuttle Endeavour. È stato agganciato alla stazione il 12 febbraio 2010.

## Nome
La NASA lanciò un sondaggio online per decidere il nome del componente, che fino al 2008 era chiamato semplicemente Node 3. Furono proposti vari nomi ("Earthrise", "Legacy", "Serenity" e "Venture"), ma i visitatori del sito NASA potevano anche proporre un nome non compreso nella lista. Il 3 marzo 2009 Stephen Colbert, un comico e presentatore televisivo statunitense, propose ai suoi telespettatori di proporre per il modulo della stazione il nome "Colbert", ed esso fu indicato da oltre 1,2 milioni di partecipanti al sondaggio, risultando il nome più votato. Il regolamento del sondaggio tuttavia non obbligava la NASA a scegliere come nome ufficiale quello indicato dai votanti. Per uscire dalla situazione imbarazzante fu raggiunto un compromesso: il modulo sarebbe stato chiamato Tranquility, mentre il tapis roulant utilizzato dagli astronauti in orbita per gli esercizi ginnici sarebbe stato chiamato ufficialmente "C.O.L.B.E.R.T." (acronimo per Combined Operational Load Bearing External Resistance Treadmill) e posizionato all'interno del node 3.